# Hvězdná mapa

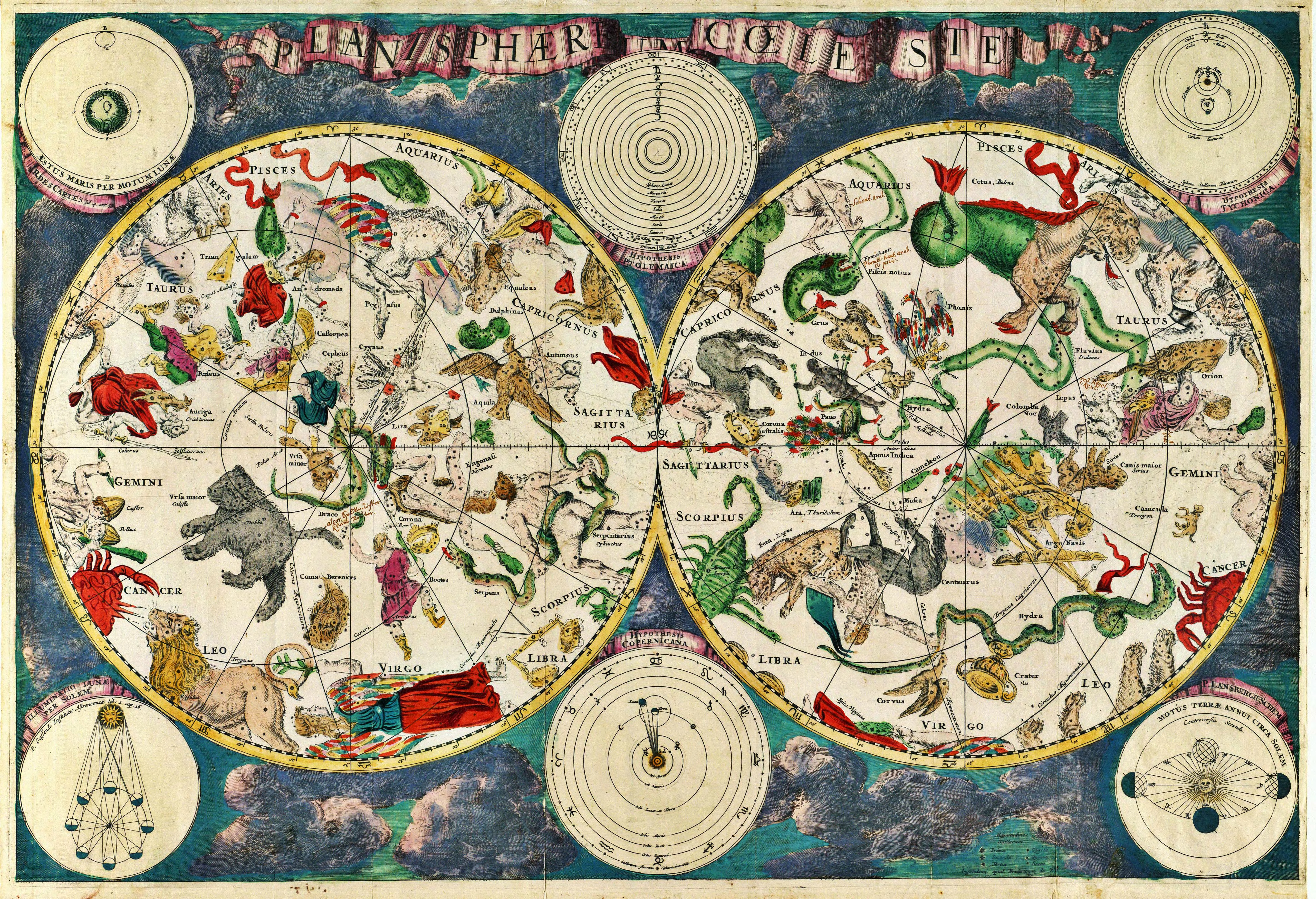
Frederik de Witt: Hvězdná mapa (1670)

Hvězdné mapy znázorňují nejdůležitější hvězdy. Ze Země můžeme vidět pouhým okem asi 6000 hvězd, 3000 hvězd z jižní a 3000 ze severní polokoule. Hvězdná mapa se skládá ze souhvězdí, obrazů složených z jasnějších hvězd, pomáhajících pozorovateli zorientovat se na hvězdném nebi.
V současné době astronomové začleňují hvězdy do 88 souhvězdí. Každé má latinský název, například Ursa Maior (Velká medvědice) nebo Corona Australis (Jižní koruna). Astrologická znamení Slunce jsou totožná s 12 souhvězdími zvířetníku, což je úzký pás na nebeské báni, po němž se během roku zdánlivě pohybuje Slunce spolu s planetami. Význam souhvězdí byl dříve mytologický, znamenala bájné postavy, kterým byla takto zajištěna věčná sláva.
Země se neustále otáčí kolem své osy, takže se zdá, že se hvězdy na nebi pohybují. Když chcete pozorovat hvězdy na nebi, musíte mapu otočit tak, aby se shodovala s noční oblohou. Viditelnost hvězd je závislá na ročním období, fázi noci a na tom, na které polokouli právě jsme. V mapách jsou vyznačeny spojnice souhvězdí, jejich hranice i jména a přímo označeny jasné hvězdy. Znázorněny jsou i hlavní kružnice rovníkových souřadnic. Mapy existují v různých provedeních v různobarevné, černobílé verzi a v barevném provedení i s vyznačenou Mléčnou drahou.
V naší zeměpisné šířce je důležitá pro orientaci hvězda Polárka. Zemská osa míří téměř přesně na Polárku. Ta na našem hvězdném nebi stojí stále na jednom místě a my tak můžeme s její pomocí spolehlivě nalézt sever – leží přímo „pod ní”, tedy na obzoru ve směru, kterým se díváme ve chvíli, kdy jsme natočeni právě k Polárce.